# Clematis lanuginosa
Espèce
Classification phylogénétique
La clématite laineuse (Clematis lanuginosa) est une espèce de plante peu sarmenteuse grimpante de la famille des Renonculacées.

## Description
Les feuilles de cette clématite sont caulinaires toujours simples, tandis que celles des rameaux florifères sont à trois folioles longuement pétiolées, toutes de dimension semblable, vert franc au-dessus, mais fortement velues-laineuses et grisâtres en dessous ainsi que les pétioles. Les fleurs sont terminales, réunies généralement par trois, les plus grandes du genre, à six segments très amples, ovales, se recouvrant à la base, acuminées et mucronées au sommet et longues de 7 à 8 centimètres, lilas clair, luisantes au-dessus, avec les 3 nervures rapprochées et fortement velues en dessous, ainsi que les pédoncules. Les étamines et les akènes se différencient peu de celles de Clematis patens. Les pappus sont cependant plus longs.
Elle fleurit en mai sur le bois de l'année précédente et remonte successivement jusqu'en automne, sur les pousses de l'année.
Cette clématite se distingue de Clematis patens par ses fleurs plus grandes, à sépales plus larges, se recouvrant à la base et fortement velues. Par hybridation avec les clématites patens, elle a donné naissance à de nombreuses variétés aux fleurs presque toutes simples, mais très larges, très étoffées, à coloris multiples variant du lilas au mauve, au carné et au blanc, quelques variétés sont bicolores.

## Origine
Cette espèce de clématite fut découverte en Chine près de Ningpo par John Lindley et introduite en France par Robert Fortune.